# Mühlehorn
Mühlehorn fue hasta el 31 de diciembre de 2010 una comuna suiza del cantón de Glaris. 
Desde el 1 de enero de 2011 es una localidad de la nueva comuna de Glaris Nord a la que también fueron agregadas las comunas de Bilten, Filzbach, Mollis, Näfels, Niederurnen, Oberurnen y Obstalden.

## Geografía
Situado al norte del cantón, a orillas del lago de Walen. La antigua comuna limitaba al norte con la comuna de Amden (SG), al este y sureste con Quarten (SG), y al suroeste y oeste con Obstalden.

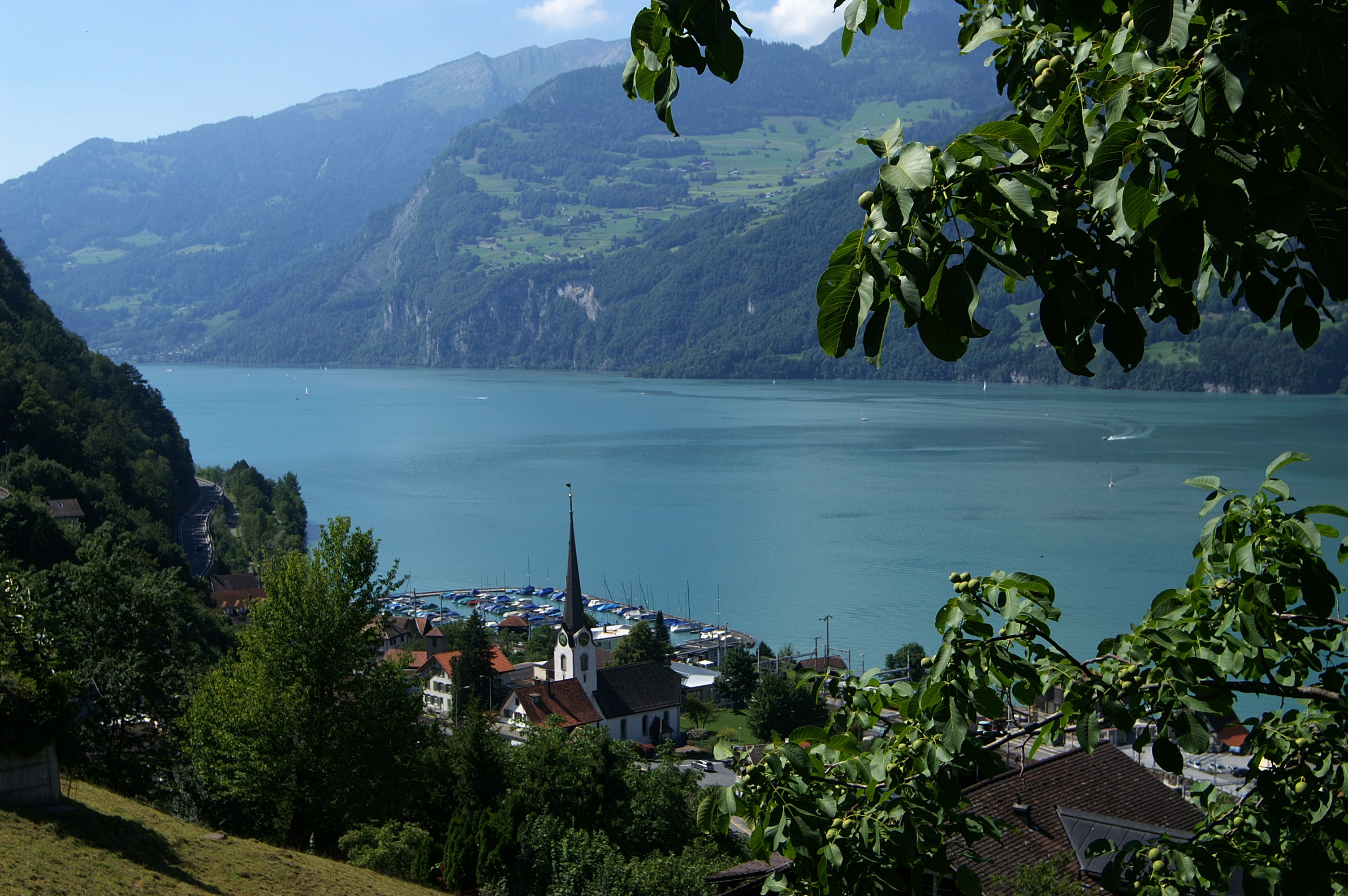
Vista de Mühlehorn con el lago de Walen.